# Sota
Cet article concerne l'affluent du Niger. Pour SOTA (Summits on the Air), voir Summits on the Air. Pour traité du Talmud, voir Sota (traité).
La Sota est une rivière qui coule dans le nord Bénin dans les départements de Borgou et d'Alibori. C'est un affluent du Niger en rive droite.

## Géographie
La Sota prend naissance au nord-est de la localité de Ndali, sur le territoire du département béninois de Borgou. Sa longueur approximative est de 250 kilomètres.
Dès sa naissance, elle coule en direction du nord-nord-est, orientation qu'elle maintient tout au long de son cours. En fin de parcours elle se jette dans le Niger en rive droite à Malanville. 

## Pluviométrie
La hauteur annuelle des précipitations est suivie dans plusieurs stations du bassin de la Sota :
- Segbana (au centre-est du bassin, près de la frontière nigériane) : 1177,4 millimètres répartis sur 53 jours.
- Kandi (centre-ouest du bassin) : 1055,1 mm, répartis sur 80 jours
- Malanville (à l'extrémité nord du bassin, au confluent avec le Niger) : 919,9 mm en 53 jours

Il y a partout un important excédent pluviométrique de juillet à septembre (été boréal), ce qui donne lieu à des crues parfois violentes, mais le déficit est sévère en saison sèche de décembre à avril.

## Hydrométrie

La Sota en basses eaux à l'est de Kandi (juin 2019)
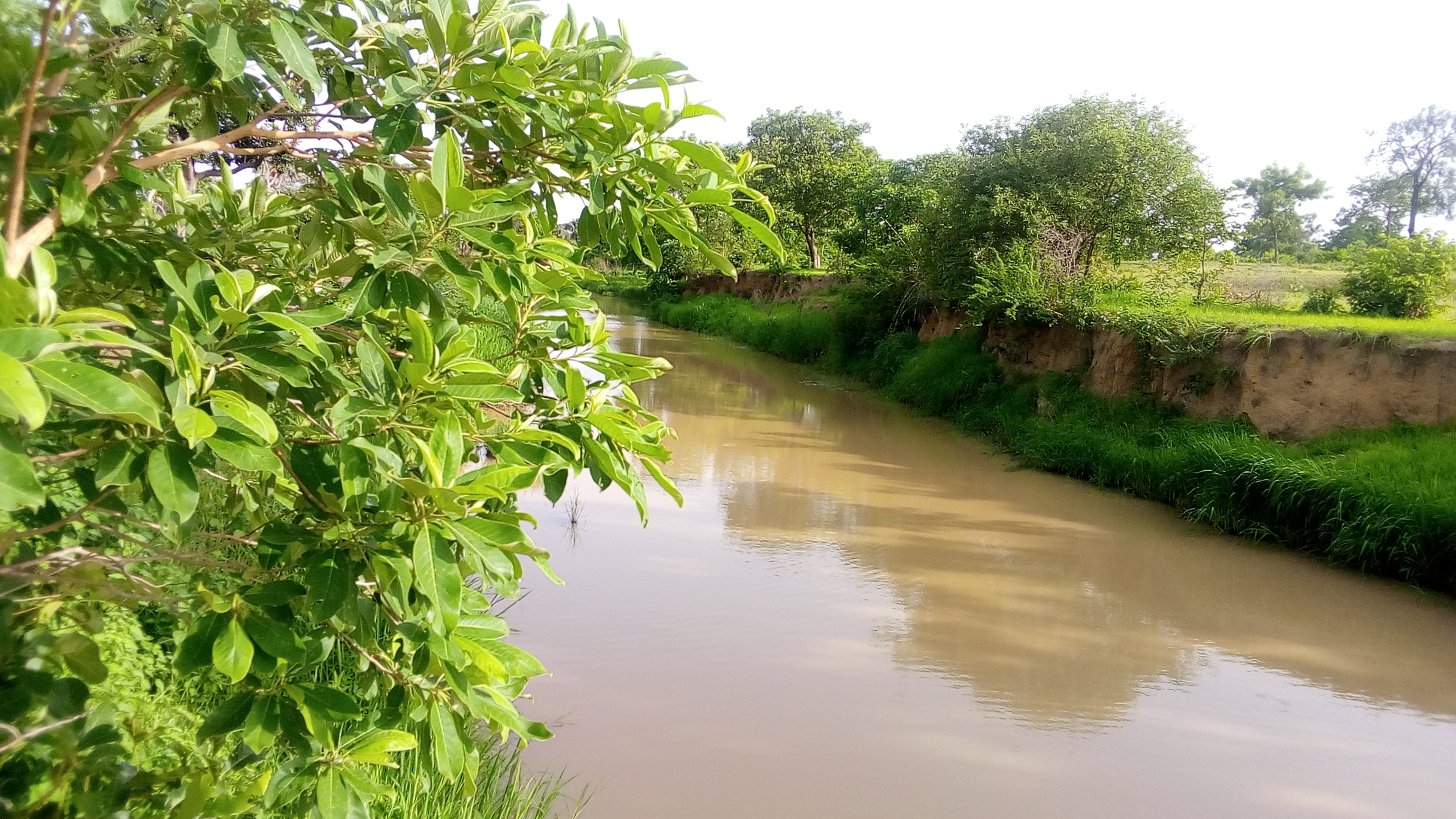
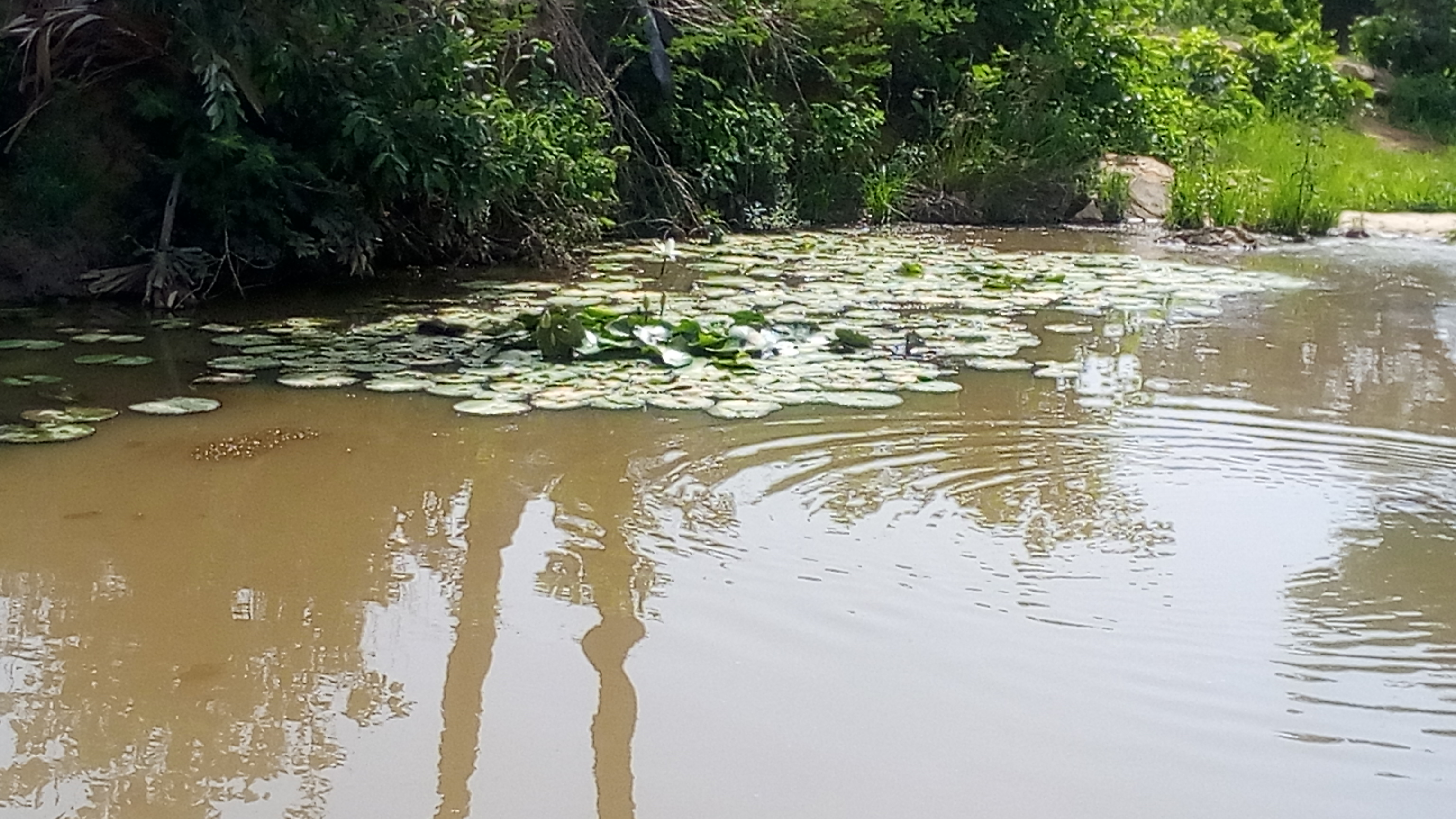
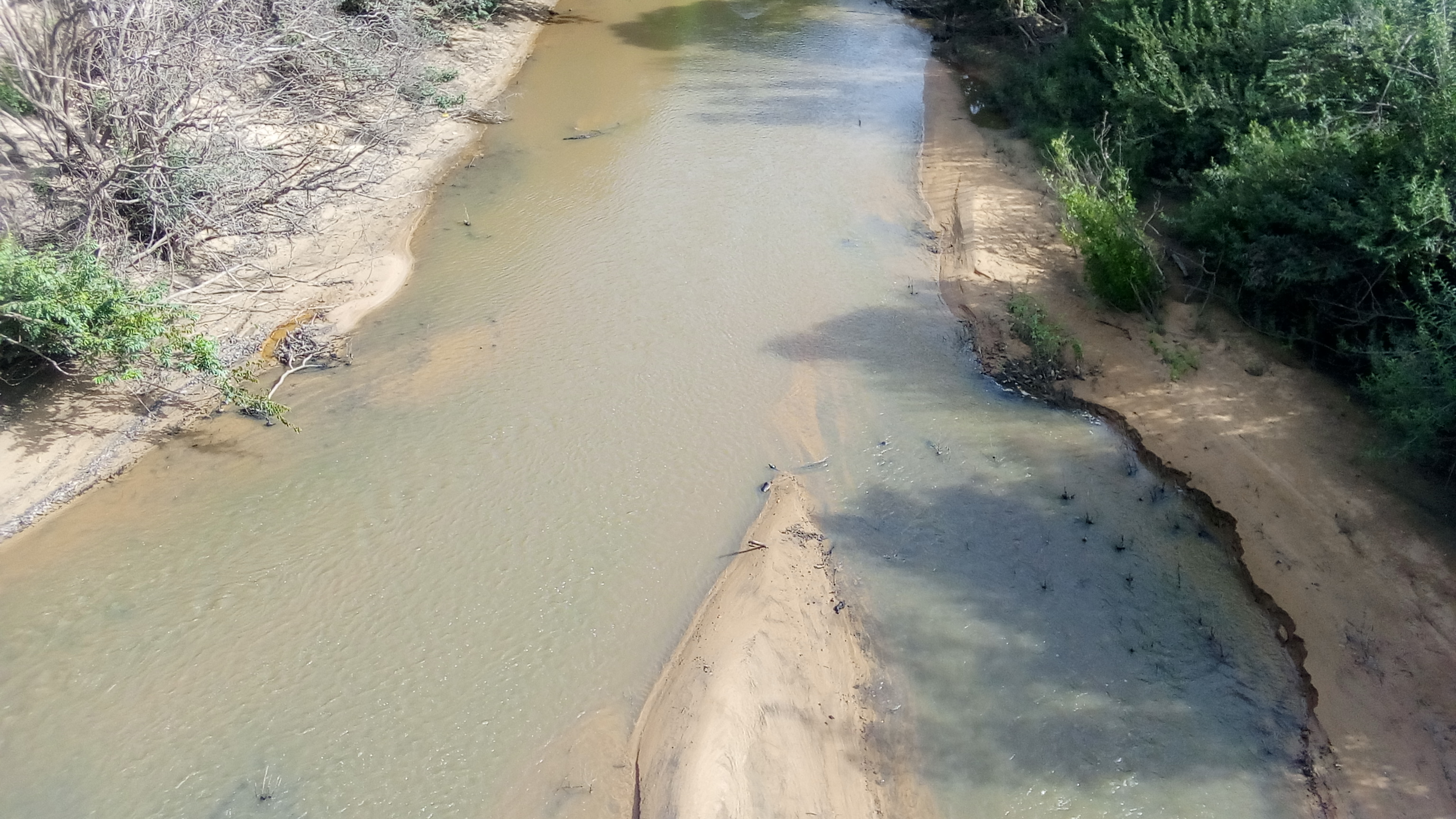
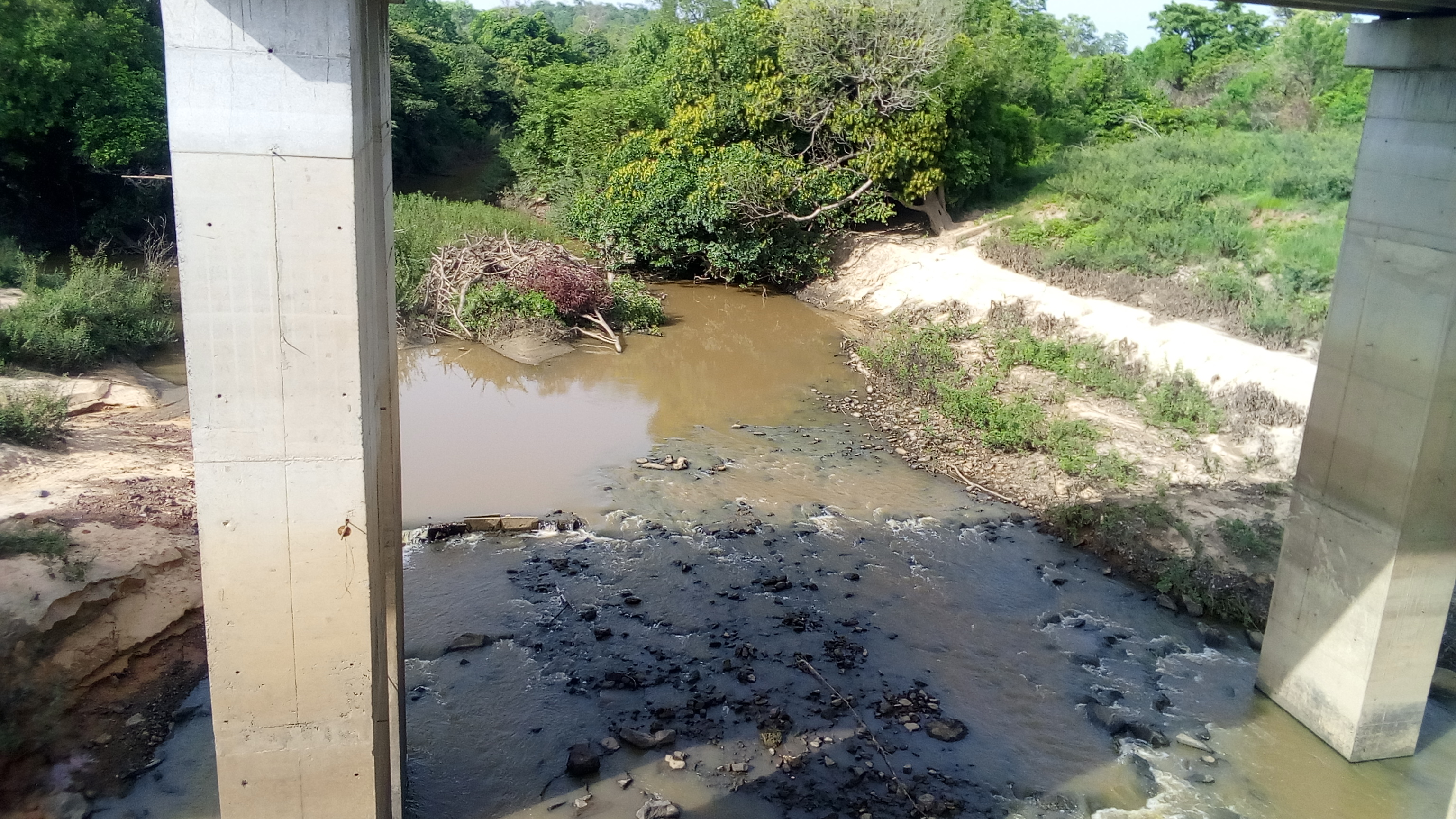

### Les débits à Couberi
Le débit de la rivière a été observé pendant 40 ans (1953-1992) à Couberi, localité située à proximité de son confluent avec le Niger à Malanville. 
À Couberi, le débit annuel moyen ou module observé sur cette période a été de 31 m3/s pour une surface prise en compte de 9 111 à 13 410 km2 selon les sources qui divergent, soit la grande majorité de la surface du bassin versant de la rivière. 
La lame d'eau écoulée dans le bassin versant atteint ainsi le chiffre de 72 à 106 millimètres par an, ce qui est loin d'être faible et peut être considéré comme très satisfaisant compte tenu du climat sec ambiant régnant sur la plus grande partie du bassin.
La Sota est un cours d'eau modérément abondant mais fort irrégulier. Il connait des périodes d'étiage assez sévère, mais ne tombe jamais à sec. Les débits moyens mensuels observés de février à avril (minima d'étiage) sont de 3,7 à 3,9 m3/s, ce qui est assez remarquable en Afrique à sa latitude, d'autres cours d'eau de la même région des savanes tombant en cette saison assez systématiquement à sec. Il est vrai que le niveau des précipitations de 900 à 1200 millimètres par an, est très consistant. Sur la durée d'observation de 40 ans, le débit mensuel minimal a été de 2 m3/s (étiage très sévère), tandis que le débit mensuel maximal s'élevait à 358 m3/s (plus que le débit moyen de la Seine à Paris).